# Liste der Träger des Ritterkreuzes des Kriegsverdienstkreuzes (1939)

## Goldenes Ritterkreuz des Kriegsverdienstkreuzes
| Vorname, Name  | Dienstgrad/Amtsbezeichnung                                                      | Verleihungsdatum | Anmerkungen |
| -------------- | ------------------------------------------------------------------------------- | ---------------- | --- |
| Karl-Otto Saur | Hauptdienstleiter und Amtschef im Reichsministerium für Bewaffnung und Munition | 20. Apr. 1945    | Verleihungsurkunde von Adolf Hitler unterschrieben und das Goldene Ritterkreuz am selben Tag von Albert Speer, der ihn als zuständiger Minister zur Verleihung eingereicht hatte, ausgehändigt                       |
| Franz Hahne    | Obermeister in der Firma Rheinmetall-Altmärkische Kettenwerke                   | 20. Apr. 1945    | Verleihungsurkunde von Adolf Hitler unterschrieben und das Goldene Ritterkreuz am selben Tag mit Glückwunschschreiben von Albert Speer, der ihn als zuständiger Minister zur Verleihung eingereicht hatte, abgesandt |

## Ritterkreuz des Kriegsverdienstkreuzes mit Schwertern
| Vorname, Name                    | Dienstgrad/Amtsbezeichnung | Verleihungsdatum                      | Anmerkungen |  |
| -------------------------------- | --- | ------------------------------------- | --- |  |
| Karl Witzell                     | Admiral und Chef des Marinewaffenhauptamtes | 5. Okt. 1942                          | |  |
| Willi Arps                       | Handelsschiffkapitän | 25. Aug. 1944                         | * 1894; ab 1926 angestellt bei der Seereederei Prigge (Hamburg), 1930 Kapitänspatent, während des Krieges Nordlandfahrten, wurde nach seinem Einsatz beim Unternehmen Weserübung 1940 als erster Zivilist im 2. Weltkrieg mit dem Eisernen Kreuz 2. Klasse ausgezeichnet |  |
| Karl Beckurts                    | Direktor und Vorsitzender einer Rüstungskommission | 5. Dez. 1944                          | |  |
| Werner Fuchs                     | Chef des Hauptamtes für Kriegsschiffbau | 26. Dez. 1944                         | |  |
| Karl-Otto Saur                   | Hauptdienstleiter und Amtschef im Reichsministerium für Bewaffnung und Munition | 29. Okt. 1944                         | Abgelegt nach Verleihung des Goldenen Ritterkreuzes ohne Schwerter am 20. April 1945 |  |
| Otto Merker                      | Wehrwirtschaftsführer, Stellvertretender Vorsitzender des Vorstandes der Klöckner-Humboldt-Deutz AG, Leiter des Hauptausschusses Schiffbau beim Reichsministerium für Rüstung und Kriegsproduktion                                 | 25. Aug. 1944                         | |  |
| Adolf Bacmeister                 | Flottenarzt der Reserve | 16. Mai 1944                          | |  |
| Emil Greul                       | Admiralstabsarzt sowie letzter Sanitätschef der Kriegsmarine | 20. Apr. 1945                         | |  |
| Conrad Engelhardt                | Konteradmiral und Seetransportchef der Wehrmacht | 24. Feb. 1945                         | |  |
| Otto Stapf                       | General der Infanterie | 1. Sep. 1944                          | |  |
| Remigius Hellenthal              | Reichsbahnoberinspektor | 7. Dez. 1943                          | Für seinen Einsatz bei der Minenräumen an der Ostfront. |  |
| Bernhard Kühl                    | General der Flieger | 28. Okt. 1943                         | |  |
| Artur Paul                       | General-Ingenieur | 15. Juli 1944                         | |  |
| Carlo Otte                       | Chef des „Führungsstabs Wirtschaft“ in Hamburg; ab 1940 Leiter der Hauptabteilung Volkswirtschaft beim Reichskommissariat Norwegen                                                                                                 | 9. Aug. 1944                          | |  |
| Fritz Preißler                   | SS-Hauptsturmführer, Kommandeur der Instandsetzungs-Abteilung der 4. SS-Polizei-Panzergrenadier-Division | 18. Nov. 1944                         | |  |
| Friedrich Poggemeier             | Unteroffizier bei der Feldeisenbahn-Maschinen-Abteilung 5 | 12. März 1944                         | Ab Beginn des Russlandfeldzugs Lokomotivführer der Feldeisenbahn |  |
| Wilhelm Polzius                  | Unteroffizier bei der Feldeisenbahn-Maschinen-Abteilung 2 | 12. März 1944                         | Lokomotivführer der Deutschen Reichsbahn, ab Beginn des Russlandfeldzugs Lokomotivführer der Feldeisenbahn |  |
| Oswald Pohl                      | SS-Obergruppenführer und General der Waffen-SS, Leiter des SS-Wirtschafts- und Verwaltungshauptamtes (SS-WVHA) | 10. Okt. 1944                         | |  |
| Herbert Osterkamp                | General der Artillerie und Kommandierender General des XII. Armeekorps | 2. Nov. 1944                          | |  |
| Ernst Mueller                    | Generalmajor in der Heeresgruppe Nordukraine | 28. Juli 1944                         | Nachrichtenführer einer Heeresgruppe im Süden der Ostfront |  |
| Joseph Hinkerohe                 | OT-Obertruppführer des Reichsarbeitsdienstes | 5. Juni 1943                          | Als sein Verdienst wird die Fertigstellung einer Brücke über den Kuban gewürdigt, worüber ein Großteil der Armee aus dem Kaukasus den Rückzug antreten konnten. |  |
| Josef Müller                     | Ministerialdirektor und Leiter der Generalverkehrsdirektion Osten | 12. Sep. 1944                         | ab 1936 als Reichsbahndirektor Leiter der Verwaltungsabteilung der Reichsbahndirektion München und ab 1941 im Osteinsatz verantwortlich für den gesamten Eisenbahnbetrieb in den besetzten Gebieten                                                                      |  |
| Ernst Krämer                     | Oberstleutnant (W) und Vorstand der Heeresmunitionsanstalt Jüterbog | 2. Feb. 1945                          | |  |
| Georg Malsi                      | Major d.R. der Luftwaffe | 1. Feb. 1945                          | Entwickler eines Flakumwertegerätes (Malsi-Gerät) |  |
| Hermann Korte                    | Oberstabsintendant der 14. Panzer-Division | 31. Dez. 1944                         | |  |
| August Korreng                   | SS-Brigadeführer, Polizeipräsident von Düsseldorf | 26. März 1945                         | |  |
| Heinrich Temme                   | Ingenieur des V1 Projekts | 20. Juli 1944                         | |  |
| Kurt Kelter                      | Reichsbahnrat | Apr. 1945                             | |  |
| Franz von Papen                  | 1933–1934 Vizereichskanzler | 15. Aug. 1944                         | |  |
| Heinrich Pehle                   | SS-Standartenführer, Leiter der Abteilung Landwirtschaft beim Chef der Militärverwaltung beim Bevollmächtigten General der Deutschen Wehrmacht in Italien                                                                          | 30. Sep. 1944                         | |  |
| Anton Pfauser                    | Obergefreiter in einem Eisenbahn-Pionier-Regiment | 20. Nov. 1944                         | U. a. für seine beispielhafte Pflichterfüllung bei Brückenschlägen und Straßenwiederherstellung ausgezeichnet. |  |
| Helmut Möckel                    | Stellvertreter des Reichsjugendführers | 11. Feb. 1945                         | |  |
| Ernst Kaltenbrunner              | SS-Obergruppenführer und General der Polizei, Chef der Sicherheitspolizei und des SD sowie Leiter des Reichssicherheitshauptamtes (RSHA).                                                                                          | 12. Okt. 1944                         | |  |
| Wilhelm Ohnesorge                | Reichspostminister | 1. Nov. 1944                          | |  |
| Wilhelm Kube                     | Gauleiter von Brandenburg und Generalkommissar für Weißrussland in Minsk | 29. Sep. 1943                         | Verleihung postum |  |
| Hans Kammler                     | General der Waffen-SS | 1. Feb. 1945                          | |  |
| Ludwig Loibl                     | NSKK-Sturmführer | 23. Dez. 1944                         | Als Führer einer Einsatzbereitschaft der Soforthilfe im Gau Westfalen-Süd während eines Bombenangriffs für die Menschenrettung ausgezeichnet. |  |
| Erwin Lindau                     | NSDAP-Bereichsleiter | 1. Jan. 1945                          | |  |
| Helmut Körner                    | SS-Brigadeführer | 3. Okt. 1943 (zum Reichserntedanktag) | Körner (ganz links) bei der Auszeichnung |  |
| Erich Kohlhauer                  | Generalmajor und Heeresgruppennachrichtenführer bei der Heeresgruppe Mitte | 10. Apr. 1945                         | |  |
| Jacob Koepke                     | Sdf. Kapitänleutnant (Ing.)/Oberleutnant (Ing.) d. R.; Werkstattleiter auf dem Werkstattschiff Huascaran | 28. Jan. 1945                         | |  |
| Hermann Neubauer                 | SS-Brigadeführer | 7. Sep. 1943                          | |  |
| Georg Neubert                    | Schlossermeister und Heereswerkmeister d. R. in der Werkstatt-Kompanie/schwere Panzer-Abteilung 503 | 28. Apr. 1944                         | Für „technische Verbesserungen“ als Heereswerkmeister beim Panzergrenadier-Regiment 104 ausgezeichnet. |  |
| Willy Liebel                     | Oberbürgermeister der Stadt Nürnberg | 27. Nov. 1942                         | |  |
| Hans Julius Kehrl                | Polizeipräsident von Hamburg | 23. Sep. 1944                         | |  |
| Hans Kehrl                       | Mitglied des Aufsichtsrates der Alpinen Monta AG (Unternehmer) | 15. Nov. 1944                         | |  |
| Wilhelm Nagel                    | NSKK-Obergruppenführer | 6. Nov. 1944                          | Korpskommandant der NSKK-Transportgruppe Todt |  |
| Karl Komp                        | Reichsbahnsekretär | 7. Dez. 1944                          | |  |
| Karl Küpfmüller                  | Leiter des Wissenschaftlichen Führungsstabes der Kriegsmarine | 30. Apr. 1945                         | |  |
| Walter König                     | Generalveterinär | 1. Juni 1944                          | |  |
| Gustav Knepper                   | Generaldirektor | 26. Juni 1944                         | |  |
| Walther Kittel                   | Generalstabsarzt | 4. Juni 1944                          | |  |
| Ernst Klasing                    | Oberst i. G. und Oberquartiermeister bei der Heeresgruppe A | 22. Jan. 1943                         | |  |
| Franz Landskron                  | Kapitän des Dampfers Bernhard Schulte | 11. Mai 1944                          | * 1874; zu Kriegsbeginn bei der Reederei Schulte & Bruns (Emden), konnte im Oktober 1939 mit dem Schiff die englische Blockade durchbrechen, anschließend noch weitere Fahrten                                                                                           |  |
| Kurt Leffler                     | Kreislandwirt und Sonderführer (Z) | 4. Okt. 1942                          | Mit Kriegsbeginn als Sonderführer (Z) eingezogen und mit Beginn des Ostfeldzugs Kreislandwirt im Bereich der Wehrwirtschaftsinspektion Mitte. Wurde für seine Leistungen auf landwirtschaftlichen Gebiet direkt durch Göring ausgezeichnet.                              |  |
| Alfred Mahncke                   | General der Flieger | 14. Apr. 1945                         | |  |
| Arthur Mauterer                  | Vorstand der Dortmunder Union Brückenbau AG, Dortmund. Leiter des Hauptausschusses Stahl und Eisenbau beim Reichsminister für Rüstung und Kriegsproduktion                                                                         | 7. Dez. 1944                          | |  |
| Hans Malzacher                   | Generaldirektor und stellvertretender Amtsleiter | 5. Dez. 1944                          | |  |
| Ludwig Kirsch                    | Reichsbahnoberinspektor | 20. Feb. 1945                         | |  |
| August Kindervater               | Lokomotivführer | 7. Dez. 1943                          | Wurde mehrfach an der Ostfront verwundet, kehrte aber danach immer wieder auf seinen Posten zurück. |  |
| Wolfgang Martini                 | General der Nachrichtentruppe | 1. Feb. 1945                          | |  |
| Heinrich Kelchner                | Direktor der Westmarkwerke und Vorsitzender einer Rüstungskommission | 5. Dez. 1944                          | |  |
| Kissing                          | Oberst i. G. und Angehöriger der Luftwaffe | 20. Dez. 1944                         | |  |
| Otto Backenköhler                | Chef der Marinerüstung | 3. Jan. 1945                          | |  |
| Max Bastian                      | Admiral und Präsident des Reichskriegsgerichts | 12. Okt. 1944                         | |  |
| Kurt Harder                      | Handelsschiffkapitän, Kapitän des Blockadebrechers Regensburg | 25. Aug. 1944                         | Verleihung postum, am 30. März 1943 hatte sich nach Annäherung einer britischen Kampfgruppe die Regensburg selbst versenkt. |  |
| Max Brauweiler                   | Ingenieur und Montageingenieur der Firma BBC | 12. Aug. 1944                         | Auf Vorschlag des OKM für seinen Einsatz |  |
| Walter Riese                     | Kapitän eine Handelsschiffes | 25. Sep. 1944                         | |  |
| Hermann Hinrichs                 | Schiffsingenieur der Handelsschifffahrt | 20. Dez. 1944                         | Wegen seiner hervorragenden Verdienste um die Kriegsmarine ausgezeichnet. |  |
| Otto Salman                      | Chef der Ausbildungsabteilung der U-Boote | 2. Mai 1945                           | |  |
| Friedrich Schürer                | Ministerialdirektor Kriegsschiffbau des Oberkommandos der Marine | 24. Juli 1944                         | |  |
| Ernst Wilhelm Schütte            | Kapitän des Wetterbeobachtungsschiffes WBS 7 | 12. Aug. 1944                         | Verleihung postum, Schütte war beim Untergang von WBS 7 am 6. August 1944 gestorben |  |
| Walter Warzecha                  | Generaladmiral und letzter Oberbefehlshaber der Kriegsmarine | 25. Jan. 1945                         | |  |
| Paul Wenneker                    | Admiral und Marineattaché in Tokio | 18. Jan. 1945                         | |  |
| Leopold Bürkner                  | Chef des Amtes Ausland im OKW | 2. Mai 1945                           | |  |
| Carl Christiansen                | Fregattenkapitän der Reserve z. V. und Generalinspekteur der Seeschifffahrt | 19. Nov. 1944                         | |  |
| Hans-Georg von Friedeburg        | Kommandierender Admiral der U-Boote | 17. Jan. 1945                         | |  |
| Julius Ritter                    | SS-Standartenführer | 6. Okt. 1943                          | Verleihung postum |  |
| Kurt Gutzeit                     | Oberstarzt | 16. Mai 1944                          | |  |
| Wilhelm Tönnis                   | Oberstarzt | 16. Mai 1944                          | |  |
| Karl Gebhardt                    | Generalleutnant der Waffen-SS | 16. Mai 1944                          | |  |
| Fritz Reinhardt                  | Staatssekretär im Reichsministerium der Finanzen | 3. Okt. 1943 (zum Reichserntedanktag) | Reinhardt (Dritter von links) bei der Auszeichnung |  |
| Karl-Adolf Zenker                | Fregattenkapitän | unbekannt                             | |  |
| Eberhard Finckh                  | Oberquartiermeister im Generalstab der Wehrmacht | 1. Juni 1944                          | |  |
| Edmund Geilenberg                | Technischer Direktor der Stahlwerke Braunschweig GmbH | Mai 1944                              | |  |
| Otto Ambros                      | Mitglied im Vorstand der IG Farben | 21. Feb. 1944                         | |  |
| Franz Xaver Dorsch               | Leiter der OT Zentrale | 14. Mai 1943                          | |  |
| Hans Jüttner                     | SS-Obergruppenführer und General der Waffen-SS, Chef der Heeresrüstung und Befehlshaber des Ersatzheeres | 30. Okt. 1944                         | |  |
| Wernher von Braun                | SS-Sturmbannführer und Raketeningenieur | 28. Okt. 1944                         | |  |
| Fritz Brand                      | General der Artillerie | 24. Dez. 1944                         | |  |
| Johannes Engel                   | SS-Brigadeführer | 29. Juli 1944                         | |  |
| Gerhard Degenkolb                | Ausschussleiter Schienenfahrzeuge | 29. Okt. 1944                         | |  |
| Richard Bertram                  | Reederei-Kaufmann Ausschussleiter Schienenfahrzeuge | 26. Dez. 1944                         | |  |
| Alfred Grams                     | Kapitän des Blockadebrechers Erlangen | 1944                                  | |  |
| Jakob Nagel                      | Staatssekretär im Reichspostministerium | 21. Feb. 1944                         | |  |
| Heinrich Gerwig                  | Präsident der Forschungsanstalt der Deutschen Reichspost | 27. Nov. 1944                         | |  |
| Friedrich Agatz                  | Präsident der Reichspostdirektion Saarbrücken | 21. Feb. 1945                         | |  |
| Hans Scholz                      | Arbeiter des V1 Projekts | 20. Juli 1944                         | |  |
| Hans Mauch                       | Ingenieur des V1 Projekts | 20. Juli 1944                         | |  |
| Walter H. J. Riedel              | Ingenieur des V1 Projekts | 1. Sep. 1944                          | |  |
| Erich Heinemann                  | General der Artillerie z.V. | 23. Okt. 1944                         | |  |
| Walter Dornberger                | Generalmajor im Heereswaffenamt | 29. Okt. 1944                         | |  |
| Walter Thiel                     | Leitender Ingenieur des V2 Projekts | 29. Okt. 1944                         | Verleihung postum |  |
| Max Wachtel                      | Leitender Ingenieur des V1 Projekts | 31. Jan. 1945                         | |  |
| Gerhard Schach                   | Hauptbereichsleiter | 10. Feb. 1944                         | |  |
| Rudolf Werner                    | Gebietskommissar | 1. Nov. 1944                          | Gebietskommissare im Verwaltungsführungskorps in den besetzten Ostgebieten |  |
| Karl Schmerbeck                  | Gebietskommissar | 1. Nov. 1944                          | Gebietskommissare im Verwaltungsführungskorps in den besetzten Ostgebieten |  |
| Franz Ritter von Epp             | General der Infanterie | 20. Sep. 1943                         | |  |
| Fritz Mussehl                    | Vizepräsident des Rechnungshofes des Deutschen Reiches | 1. Aug. 1944                          | |  |
| Alfred Eckhardt                  | Ministerialdirektor (Kriegsmarine) | 7. Dez. 1944                          | |  |
| Paul Fanger                      | Amtschef bei der Kriegsmarine | 30. Apr. 1945                         | Verleihung postum |  |
| Carl Krümmel                     | Ministerialdirektor des Reichsministerium des Innern | 1. Sep. 1942                          | Verleihung postum |  |
| Albert Wipper                    | Hauptabteilungsleiter im Reichsministerium für die besetzten Ostgebiete | 1. Nov. 1944                          | |  |
| Fritz Weber                      | Ingenieur im Flugzeugbau | 1. Sep. 1944                          | |  |
| Carl-August Freiherr von Gablenz | Generalmajor der Luftwaffe | 4. Sep. 1942                          | Verleihung postum |  |
| Günther Rüdel                    | Generaloberst der Luftwaffe | 9. Nov. 1942                          | |  |
| Ludwig Wolff                     | General der Flieger | 27. Sep. 1943                         | |  |
| Wolfgang Vorwald                 | Generalleutnant der Luftwaffe | 2. Juli 1944                          | |  |
| Veit Fischer                     | General der Flieger | 5. Juli 1944                          | |  |
| Hans-Georg von Seidel            | General der Flieger | 31. Aug. 1944                         | |  |
| Emil Zenetti                     | General der Flakartillerie | 1. Feb. 1945                          | |  |
| Alfred Boner                     | Generalmajor der Luftwaffe | 20. Apr. 1945                         | |  |
| Nikolaus Schöning                | Spezialschlosser bei IG-Farben | 22. Feb. 1945                         | |  |
| Albert Ganzenmüller              | Staatssekretär im Reichsverkehrsministerium | 18. Sep. 1943                         | |  |
| Paul Pleiger                     | Generaldirektor | 10. Mai 1943                          | |  |
| Willi Henne                      | OT-Einsatzgruppenleiter | 2. Juni 1944                          | |  |
| Friedrich von Boetticher         | General der Infanterie | 27. Mai 1942                          | |  |
| Julius Dorpmüller                | Reichsminister des Reichsverkehrsministeriums | 24. Juli 1944                         | |  |
| Edmund Veesenmayer               | SS-Brigadeführer | 27. Jan. 1944                         | |  |
| Karl Weiss                       | OT-Einsatzgruppenleiter | 22. Aug. 1944                         | |  |
| Franz Reifferscheidt             | OT-Bautruppführer | 22. Mai 1944                          | |  |
| Ernst Brandenburg                | Ministerialdirektor | 1. Sep. 1944                          | |  |
| Albert Brummenbaum               | SS-Standartenführer | 1. Okt. 1944                          | |  |
| Alfred Jacob                     | General der Pioniere | 3. Juni 1943                          | |  |
| Hans Leyers                      | Generalmajor | 24. Juni 1944                         | |  |
| Reinhold Huber                   | Landesbauernführer Kärnten | 1. Okt. 1944                          | |  |
| Hubert Schardin                  | Institutsleiter der Luftfahrttechnischen Akademie | 20. Apr. 1945                         | |  |
| Johannes Weigelt                 | Direktor des Geologisch-Paläontologischen Instituts Halle | 25. Feb. 1945                         | |  |
| Ludwig Prandtl                   | Professor für Strömungsforschung | 1. Feb. 1945                          | |  |
| Hellmuth Walter                  | U-Boot Konstrukteur | 6. Feb. 1945                          | |  |
| Hans Schulz                      | Oberst | 20. Juli 1944                         | |  |
| Willy A. Fiedler                 | Chefkonstrukteur | 1. Sep. 1944                          | |  |
| Rudolf Blohm                     | Direktor | 1. März 1945                          | |  |
| Erich Müller                     | Dienstleiter bei Krupp | 31. März 1943                         | |  |
| Albin Sawatzki                   | Technischer Direktor bei Henschel | 20. Apr. 1945                         | |  |
| Ernst Blaicher                   | Technischer Direktor (Panzerproduktion) | 3. Aug. 1943                          | Wehrwirtschaftsführer |  |
| Max Langenohl                    | Direktor | 22. Mai 1944                          | Direktor der Deutschen Eisenwerke AG |  |
| Richard Fischer                  | Reichslastverteiler | 22. Mai 1944                          | |  |
| Richard Plagemann                | Chefintendant der Luftwaffe | 17. Jan. 1945                         | Dienstgrad: Generaloberstabsintendant |  |
| Wilhelm Schulze                  | Generalarbeitsführer RAD | 25. Feb. 1944                         | Chef des Dienstamtes in der Reichsleitung des RAD |  |
| Hermann Wagner                   | Obergeneralsarbeitsführer RAD | 22. März 1944                         | Dr.-Ing., Chef des RAD der weiblichen Jugend |  |
| Anton Pfrogner                   | Generalarbeitsführer RAD | 21. Dez. 1944                         | |  |
| Herbert Schmeidler               | Obergeneralarbeitsführer RAD | 21. Dez. 1944                         | Inspekteur vom RAD-Luftverteidigungseinsatz Reich |  |
| Hermann Tholenz                  | Obergeneralarbeitsführer RAD | 21. Dez. 1944                         | |  |
| Martin Eisenbeck                 | Obergeneralarbeitsführer RAD | 2. Feb. 1945                          | Befehlshaber im Arbeitsgau I (Ostpreußen), Höherer RAD-Führer |  |
| Curt Schulze                     | Generaloberstabsveterinär | 15. Mai 1944                          | |  |
| Fritz Mürmann                    | Oberfeldveterinär im Stab der 73. Infanterie-Division | 30. Apr. 1945                         | |  |
| Kurt Daluege                     | SS-Oberst-Gruppenführer und Generaloberst der Polizei, Chef der Ordnungspolizei | 7. Sep. 1943                          | |  |
| Wolf Heinrich Graf von Helldorff | SA-Obergruppenführer und General der Polizei, Polizeipräsident von Berlin | 10. Feb. 1944                         | |  |
| Gottlob Berger                   | SS-Obergruppenführer und General der Waffen-SS, Chef des SS-Hauptamtes | 26. Sep. 1944                         | |  |
| Heinrich Müller                  | SS-Gruppenführer und Generalleutnant der Polizei, Chef der Gestapo | 10. Okt. 1944                         | |  |
| Otto Winkelmann                  | SS-Obergruppenführer und General der Waffen-SS, Höherer SS- und Polizeiführer (HSSPF) in Ungarn | 16. Dez. 1944                         | |  |
| Otto Rauser                      | Oberquartiermeister bei der Heeresgruppe Nord | 4. Juli 1944                          | später Generalmajor |  |
| Erwin Colsman                    | Oberst im Generalstab, Oberquartiermeister | 23. Okt. 1944                         | gehört zum Freundeskreis von Claus Schenk Graf von Stauffenberg |  |
| Walter Ewert                     | SS-Standartenführer, Oberquartiermeister | 26. Dez. 1944                         | |  |
| Friedrich Wilhelm John           | Oberst im Generalstab, Oberquartiermeister beim Oberbefehlshaber West | 12. März 1945                         | |  |
| Ernst Fähndrich                  | Oberst im Generalstab, Oberquartiermeister beim Oberbefehlshaber Südwest | 2. Mai 1945                           | |  |
| Karl Remy                        | Präsident der Reichsbahndirektion Köln bis 1944 | 7. Dez. 1942                          | |  |
| Erich Goudefroy                  | Präsident der Reichsbahndirektion Hamburg | 7. Dez. 1944                          | |  |
| Ernst Bierschenk                 | Lokomotivführer der Reichsbahn | 7. Dez. 1944                          | |  |
| Wilhelm Grimm                    | Präsident der Reichsverkehrsdirektion Königsberg | 7. Dez. 1943                          | |  |
| Emil Beck                        | Präsident der Reichsbahndirektion Berlin | 29. Juli 1944                         | |  |
| Günther Wiens                    | Oberreichsbahnrat beim Reichsbahn-Zentralamt | 7. Dez. 1944                          | |  |
| Maximillian Lamertz              | Präsident der Reichsbahndirektion Essen | 7. Dez. 1944                          | |  |
| Walter Bürger                    | Präsident der Reichsbahndirektion Hannover | 7. Dez. 1944                          | |  |
| Wilhelm Schell                   | Präsident der Reichsbahndirektion Münster (Westf) | 20. Feb. 1945                         | |  |
| Julius Metzger                   | Präsident der Reichsbahndirektion Köln | 20. Feb. 1945                         | |  |
| Wilhelm Gries                    | Oberinspektor der Reichsbahn | 7. Dez. 1944                          | |  |
| Peter Hölzer                     | Oberrottenmeister der Reichsbahn | 7. Dez. 1944                          | |  |
| Johann Koser                     | Reichsbahnsekretär | 7. Dez. 1944                          | |  |
| Gustav Maldacker                 | Lokomotivführer | 7. Dez. 1944                          | |  |
| Franz Neuhausen                  | Chef der Abteilung Wirtschaft beim Chef der Militärverwaltung OB Südost | 1944                                  | |  |
| Friedrich Rabitz                 | Major d. R. z. V. beim Pionier-Brücken-Bataillon 560 | 14. Dez. 1943                         | |  |
| Klaus Hoelck                     | Oberfunkmeister beim Panzer-Regiment 6 | 21. Feb. 1944                         | |  |
| Karl Wolf                        | Waffenmeister und Waffenoberfeldwebel in Stabs-Kompanie/Grenadier-Regiment 84 | 21. Feb. 1944                         | |  |
| Adolf Hoffmann                   | Hauptmann der Flakartillerie | 1. Sep. 1944                          | |  |
| Othmar Wolfram                   | Oberstleutnant | 1945                                  | |  |
| Otto Behrens                     | Major der Luftwaffe | 20. Apr. 1945                         | Kommandeur der Erprobungsstelle Rechlin |  |
| Alfred Becker                    | Major d. R. in der Sturmgeschütz-Abteilung 200 und im Sonderstab F | 20. Apr. 1945                         | * 1899; Leiter des Baukommandos Becker und Entwickler von Militärfahrzeugen |  |
| Richard Volkmann                 | Fahnenjunker und Oberwachtmeister in der Festen Nachrichten-Aufklärungsstelle 10 | 12. Aug. 1944                         | |  |
| Alois Swetina                    | Major der Reserve | 1. Feb. 1945                          | |  |
| Rochus Ibrom                     | Lokomotivführer und Gefreiter bei 4./Feldeisenbahn-Maschinen-Abteilung 6 | 12. März 1944                         | |  |
| Helmut Fett                      | Oberst im Generalstab | Mai 1945                              | Chef der Chefgruppe im OKW |  |
| Hans-Günther Leutheußer          | Oberst im Generalstab | 1. Feb. 1945                          | |  |
| Albert Wahl                      | Oberst im Generalstab im Stab der Heeresgruppe E | 1. Feb. 1945                          | |  |
| Friedrich Reinhardt              | Oberst im Generalstab | 20. Apr. 1945                         | Vorher General des Transportwesens Nord, General des Transportwesens der Heeresgruppe Mitte |  |
| Wilhelm Hamberger                | Oberst im Generalstab, General des Transportwesens bei der Heeresgruppe Weichsel | 20. Apr. 1945                         | später Oberst der Bundeswehr |  |
| Willi Grube                      | Oberst im Generalstab | 20. Apr. 1945                         | Dr.-Ing., Abteilungschef GBN und zugleich Chef des Stabes WeWa/Ag E1 |  |
| Walter Conrad                    | Oberst im Generalstab | 20. Apr. 1945                         | * 1904; General des Transportwesens beim Oberbefehlshaber Südost |  |
| Carl Wahle                       | Generalleutnant und Stadtkommandant von Hamburg | 3. Aug. 1943                          | |  |
| Rudolf Gercke                    | General der Infanterie und Chef des Transportwesens | 25. Sep. 1943                         | |  |
| Emil Leeb                        | General der Artillerie und Amtschef | 14. Juni 1944                         | |  |
| Kurt Erdmann                     | Rüstungsinspekteur und Generalmajor | 24. Juni 1944                         | |  |
| Rolf Schrader                    | Generalleutnant | 10. Apr. 1945                         | |  |
| Willy Gimmler                    | Generalleutnant | Apr. 1945                             | Chef der Wehrmachtsnachrichtenverbindungen im Wehrmachtsführungsstab |  |
| Ernst Gerke                      | Generalleutnant, Höherer Nachrichtenführer der Heeresgruppe B | Apr. 1945                             | |  |
| Eugen Kurz                       | Generalmajor, Chef der Beschaffungsabteilung im Oberkommando des Heeres | 6. Apr. 1945                          | |  |
| Gerlach Hemmerich                | Generalleutnant, Chef des Kriegskarten- und Vermessungswesen im OKH | 1. Feb. 1945                          | |  |
| Walter Warlimont                 | General der Artillerie | 15. Feb. 1945                         | |  |
| Hermann von Hanneken             | General der Infanterie und Wehrmachtbefehlshaber in Dänemark | 21. Dez. 1944                         | Am 12. April 1945 vom Reichskriegsgericht zu acht Jahren Gefängnis sowie Rangverlust verurteilt, am 17. April – nach Intervention Hitlers – wieder zum Major befördert.                                                                                                  |  |
| Eugen Wurster                    | Generalmajor und Höherer Nachschubführer der Heeresgruppe C | 17. Nov. 1944                         | |  |
| Edmund Glaise von Horstenau      | General der Infanterie sowie Deutscher Bevollmächtigter General in Kroatien | 8. Nov. 1944                          | |  |
| Waldemar Erfurth                 | General der Infanterie und Deutscher General im Finnischen Hauptquartier | 8. Nov. 1944                          | |  |
| Ernst-August Köstring            | General der Kavallerie, General der Freiwilligen-Verbände im Oberkommando des Heeres | 23. Okt. 1944                         | |  |
| Walter von Unruh                 | General der Infanterie, Sonderbeauftragter für die Überprüfung des zweckmäßigen Kriegseinsatzes | 23. Juli 1944                         | |  |
| Gustav Boehringer                | Generalleutnant, befehlshabender General der Pioniere der Heeresgruppe Nordukraine | 10. Sep. 1944                         | |  |
| Hans Henrici                     | Generalmajor und Vertreter des OKH als Mitglied des Aufsichtsrates der Verwertungsgesellschaft für Montanindustrie GmbH | 10. Sep. 1944                         | |  |
| Erich Stud                       | Generalleutnant, zuletzt Befehlshaber der deutschen Truppen im rückwärtigen Heeresgebiet der Heeresgruppe Süd | 24. Juni 1944                         | Verleihung für seine Tätigkeit als Chef des Rüstungs-Beschaffungs-Stabes Frankreich |  |
| Max Schindler                    | Rüstungsinspekteur | 24. Juni 1944                         | |  |
| Gustav Brecht                    | Unternehmer | 20. Apr. 1945                         | |  |
| Wilhelm Zangen                   | Leiter der Reichsgruppe Industrie | 1. Feb. 1945                          | |  |
| Hermann Röchling                 | Vorsitzender der Reichsvereinigung Eisen | 17. Dez. 1944                         | |  |
| Albert Wolff                     | Generaldirektor | 7. Dez. 1944                          | |  |
| Robert Lusser                    | Technischer Direktor | 1. Sep. 1944                          | |  |
| Heinrich Küppenbender            | Betriebsführer | 1. Sep. 1944                          | |  |
| Philipp Kessler                  | Ingenieur | 5. Juli 1944                          | |  |
| Walter Rohland                   | Direktor und Hauptausschussleiter | 29. Okt. 1943                         | |  |
| Arthur Tix                       | Wehrwirtschaftsführer, Vorstand des Bochumer Vereins für Gußstahlfabrikation AG, Leiter des Hauptausschusses Waffen beim Reichsminister für Rüstung und Kriegsproduktion, Mitglied des Industrierates des Oberkommandos des Heeres | 1. Juni 1944                          | |  |
| Friedrich Heinrich Lüschen       | Vorsitzender des Hauptausschusses Elektrotechnik und der Hauptkommission Elektrotechnik | 22. Mai 1944                          | |  |
| Karl Frydag                      | Ingenieur | 22. Mai 1944                          | |  |
| Hans Heyne                       | Ingenieur | 22. Mai 1944                          | |  |
| Heinz Kunze                      | Direktor | 20. Apr. 1945                         | |  |
| Albert Hoffmann                  | Direktor | 7. Dez. 1944                          | |  |
| Walter Schieber                  | Amtschef | 29. Okt. 1944                         | |  |
| Heinrich Zechmann                | Präsident der Reichsbahn | 20. Feb. 1945                         | |  |
| Kurt Waeger                      | General der Artillerie | 27. Nov. 1944                         | |  |
| Hans-Joachim Schaede             | Oberst, Chef der Amtsgruppe Fertigung im Technischen Amt des Reichsministerium für Rüstung und Kriegsproduktion | 28. Nov. 1944                         | |  |
| Kurt Weissenborn                 | Direktor | 5. Dez. 1944                          | |  |
| Friedrich Wiedmann               | Flieger-Stabsingenieur | 1945                                  | |  |
| Rudolf Lengwinat                 | Oberstleutnant und Korps-Ingenieur im Generalkommando XXVIII. Armeekorps | 1945                                  | 22. April 1945: DKiG |  |
| Siegfried Handloser              | Generaloberstabsarzt | 21. Sep. 1943                         | |  |
| Ferdinand Sauerbruch             | Generalarzt | 11. Okt. 1943                         | |  |
| Carl de Freese                   | Oberfeldarzt bei der 57. Infanterie-Division | 9. Juni 1944                          | |  |
| Paul Walter                      | Generalarzt | 21. Sep. 1944                         | |  |
| Ferdinand Flury                  | Generalarzt der Reserve | 23. Sep. 1944                         | |  |
| Lothar Kreuz                     | Generalarzt der Reserve | 23. Sep. 1944                         | |  |
| Lorenz Böhler                    | Oberfeldarzt der Reserve | 30. Jan. 1945                         | |  |
| Erwin Gohrbandt                  | Generalarzt der Reserve | 1. Feb. 1945                          | |  |
| Heinrich Bürkle de la Camp       | Generalarzt der Reserve | 1. Feb. 1945                          | |  |
| Oskar Schröder                   | Generaloberstabsarzt der Luftwaffe | 1. Feb. 1945                          | |  |
| Hans Volkmar Wagner              | Generalstabsarzt | 12. März 1945                         | |  |
| Walther Haubenreißer             | Generalstabsarzt beim Oberbefehlshaber West | 10. Apr. 1945                         | |  |
| Gerhard Rose                     | Generalarzt der Reserve | 20. Apr. 1945                         | |  |
| Victor Schmieden                 | Generalarzt der Reserve | 1945                                  | |  |
| Heinrich Tammann                 | Generalarzt der Reserve | 1945                                  | |  |
| Wilhelm Benoit                   | Heeres-Hauptwerkmeister in der Werkstattkompanie des Panzer-Regiments 31 | 13. Sep. 1943                         | |  |
| Anton Sextl                      | Heeres-Hauptwerkmeister bei I./Panzer-Regiment 35 | 13. Sep. 1943                         | |  |
| Alois Ennsberger                 | SS-Hauptsturmführer | 30. Nov. 1943                         | |  |
| Erich Weise                      | Werkmeister und SS-Untersturmführer beim Panzer-Werkstatt-Zug I./SS-Panzer-Regiment 5 | 16. Nov. 1943                         | |  |
| Wolfgang Römer                   | Oberleutnant der Reserve beim Panzer-Regiment 656 | 4. Juni 1944                          | |  |
| Hans Schlegel                    | Leutnant und technischer Inspektor bei der Panzer-Abteilung 103 | 4. Juni 1944                          | |  |
| Alwin Hinzpeter                  | Stabsingenieur | 15. Juni 1944                         | |  |
| Fritz Huss                       | SS-Obersturmführer | 18. Okt. 1944                         | |  |
| Kurt Reuschel                    | Panzer-Werkstattleiter, Oberfeldwebel bei 7./Panzer-Regiment 15 | 8. Dez. 1944                          | |  |
| Anton Turek                      | Bergezugführer | 31. Dez. 1944                         | |  |
| Emil Schaeffer                   | SS-Obersturmbannführer und Korps-Ingenieur beim Generalkommando II. SS-Panzerkorps | 31. Dez. 1944                         | |  |
| Wilhelm Waßner                   | Oberfeldwebel beim Panzer-Regiment 36 | 20. Feb. 1945                         | |  |
| Karl Kunstmann                   | Hauptmann und Chef der Instandhaltungskompanie des Führer-Panzer-Regiments 1 | 14. Apr. 1945                         | |  |
| Bernhard Streit                  | SS-Sturmbannführer | 20. Apr. 1945                         | |  |
| Friedrich Schwarz                | Oberfeldwebel und Heereswerkmeister bei I./Führer-Panzer-Regiment | 28. Apr. 1945                         | |  |
| Walter Brugmann                  | OT-Einsatzgruppenleiter | 14. Mai 1943                          | Chef des Baustabes Speer im Osten; zum Sterbedatum gibt es widersprüchliche Angaben (26. Mai 1944, 4. Juni oder Juli 1944) |  |

## Ritterkreuz des Kriegsverdienstkreuzes
In alphabetischer Reihenfolge
| Vorname, Name         | Dienstgrad/Amtsbezeichnung | Verleihungsdatum                      | Anmerkungen |
| --------------------- | --- | ------------------------------------- | --- |
| Otto Ambros           | Hauptausschussleiter | 10. Feb. 1944                         | |
| Gustav Behrens        | Reichsobmann im Reichsnährstand und Stellvertreter des Reichsbauernführers | 1. Okt. 1944                          | |
| Richard Bertram       | Leiter des Tonnageeinsatzes beim Reichskommissar für die Seeschifffahrt | 26. Dez. 1944                         | |
| Wilhelm Bloedorn      | Landesbauernführer in Pommern | 1. Okt. 1944                          | |
| Heinrich Böhmcker     | SA-Obergruppenführer und Bürgermeister von Bremen | 21. Juni 1944                         | Verleihung postum |
| Otto Bohrmann         | Leiter der Oberpostdirektion Köln | 21. Feb. 1945                         | |
| Heinrich Bütefisch    | Wehrwirtschaftsführer und Vorstandsmitglied der I.G. Farben, Leiter der Treibstoffproduktion der I.G.-Farben-Fabrik im KZ Auschwitz-Monowitz                                                                                          | 10. Feb. 1944                         | |
| Paul Dargel           | Gauorganisationsleiter (Beauftragter für Ostfragen) | 15. Jan. 1945                         | |
| Christian Davidshöfer | Obermeister | 5. Juni 1943                          | |
| Gerhard Degenkolb     | Ausschussleiter Schienenfahrzeuge | 20. Sep. 1943                         | Abgelegt nach Verleihung des Ritterkreuzes des Kriegsverdienstkreuzes mit Schwertern am 29. Oktober 1944                                           |
| Gustav Dilli          | Ministerialdirektor der Reichsbahn | 14. Aug. 1944                         | |
| Hermann Dohrn         | NSDAP-Kreisfachwart für Fischerei im Reichsnährstand Süderdithmarschen Vorsitzender des Rückversicherungsverbandes der deutschen Kassen zur Versicherung von Fischereifahrzeugen an der Nordseeküste                                  | 12. Aug. 1944                         | |
| Julius Dorpmüller     | Reichsverkehrsminister und Generaldirektor der Reichsbahn | 18. Sep. 1943                         | Abgelegt nach Verleihung des Ritterkreuzes des Kriegsverdienstkreuzes mit Schwertern am 24. Juli 1944                                              |
| Franz Xaver Dorsch    | Ausschussleiter Schienenfahrzeuge | 3. Juni 1944                          | Es ist fraglich, weshalb Dorsch das RK des KVK ohne Schwerter nach der Verleihung des RK KVK mit Schwertern am 14. Mai 1943 verliehen bekommen hat |
| Abraham Esau          | Präsident der Physikalisch-Technischen Reichsanstalt, Professor an der Technischen Hochschule Berlin, Spartenleiter Physik im Reichsforschungsrat                                                                                     | 23. Sep. 1944                         | |
| Gerhard Fieseler      | Wehrwirtschaftsführer, Flugzeugkonstrukteur | 2. Mai 1945                           | |
| Karl Hermann Frank    | SS-Obergruppenführer und General der Waffen-SS und der Polizei, Staatsminister im Protektorat Böhmen und Mähren im Range eines Reichsministers                                                                                        | 1. Mai 1945                           | |
| Karl Richard Ganzer   | Kommissarischer Leiter des „Reichsinstituts für Geschichte des neuen Deutschlands“ | 15. Sep. 1944                         | Zuletzt Gefreiter in einem Infanterie-Regiment, Verleihung postum                                                                                  |
| Franz Hahne           | Obermeister in der Firma Rheinmetall-Altmärkische Kettenwerke | 20. Feb. 1942                         | Abgelegt nach Verleihung des Goldenen Ritterkreuzes am 20. April 1945                                                                              |
| Werner Hassenpflug    | Ministerialdirektor im Reichsverkehrsministerium | 12. Aug. 1944                         | |
| Franz Hayler          | Staatssekretär im Reichswirtschaftsministerium | 17. Aug. 1944                         | |
| Kurt Hecht            | Vorsitzender des deutschen Kartoffelwirtschaftsverbandes | 1. Okt. 1944                          | |
| Hubert Hildebrandt    | Ministerialrat GBA | 12. Aug. 1944                         | |
| Johannes Holtmayer    | Obermeister | 5. Juni 1943                          | |
| Kurt Kettler          | Betriebsdirektor | 2. Mai 1945                           | |
| Hans Joachim Kohnert  | Landesbauernführer im Wartheland | 30. Sep. 1944                         | |
| Carl Krauch           | Aufsichtsratsvorsitzender der I.G. Farben, Mitglied des Präsidiums des Reichsforschungsrates, Mitglied des Aufsichtsrates der Kontinentale Öl AG, Generalbevollmächtigter für Sonderfragen der chemischen Erzeugung im Vierjahresplan | 5. Juni 1943                          | |
| Werner Linnemeyer     | Deutsche Dienstpost Niederlande | 12. Sep. 1944                         | |
| Alexander Lippisch    | Professor für Aerodynamik | 12. Sep. 1944                         | |
| Willy Messerschmitt   | Wehrwirtschaftsführer, Flugzeugkonstrukteur | 12. Sep. 1944                         | |
| Theodor Morell        | Leibarzt von Hitler | 24. Feb. 1944                         | |
| Wilhelm Murr          | Gauleiter in Württemberg-Hohenzollern, Reichsstatthalter in Württemberg | 1. Okt. 1944                          | |
| Hermann Neubacher     | Gesandter | 7. Sep. 1943                          | |
| Rudi Peuckert         | SS-Oberführer, Amtschef „Bauerntum und Ostland“ in der Reichsjugendführung, Leiter der Wirtschaftsgruppe Arbeit im Wirtschaftsstab Ost (Berlin)                                                                                       | 12. Aug. 1944                         | |
| Walter Pflaumbaum     | SA-Sturmhauptführer, Vorsitzender der Reichsstelle für Tiere | 1. Okt. 1944                          | |
| Matthias Pier         | Chemiker | 20. Sep. 1943                         | |
| Ferdinand Porsche     | Industrieller | 1. Sep. 1944                          | |
| Rudolf Rahn           | Gesandter | 22. Juni 1943                         | |
| Georg Rickhey         | Generaldirektor der Mittelwerk GmbH in Dora-Mittelbau | 20. Feb. 1944                         | |
| Walter H. J. Riedel   | Ingenieur bei der Firma Walter Riedel | 10. Feb. 1944                         | |
| Ernst Ritter          | Bauernführer und Mitglied der SS | 4. Okt. 1942                          | |
| Walter Rohland        | Direktor und Hauptausschussleiter | 5. Juni 1943                          | Abgelegt nach Verleihung des Ritterkreuzes des Kriegsverdienstkreuzes mit Schwertern am 29. Oktober 1944                                           |
| Karl-Otto Saur        | Hauptdienstleiter und Amtschef im Reichsministerium für Bewaffnung und Munition | 5. Juni 1943                          | Abgelegt nach Verleihung des Ritterkreuzes des Kriegsverdienstkreuzes mit Schwertern am 29. Oktober 1944                                           |
| Albin Sawatzki        | Technischer Direktor des Projekts V2 und Mitglied der NSDAP | 5. Juni 1943                          | Abgelegt nach Verleihung des Ritterkreuzes des Kriegsverdienstkreuzes mit Schwertern am 20. April 1945                                             |
| Fritz Schelp          | Leiter der Abteilung Verkehr und Tarife in der Abteilung Deutsche Reichsbahn des Reichsverkehrsministeriums | 20. Feb. 1945                         | |
| Walter Schieber       | Amtschef im Reichsministerium für Rüstung und Kriegsproduktion | 20. Sep. 1943                         | Abgelegt nach Verleihung des Ritterkreuzes des Kriegsverdienstkreuzes mit Schwertern am 29. Oktober 1944                                           |
| Karl Schmid           | Schlosser in der Rüstungsindustrie | 5. Juni 1943                          | |
| Claus Selzner         | SS-Brigadeführer, Generalkommissar von Dnepropetrowsk im Reichskommissariat Ukraine | 20. Juni 1944                         | |
| Hans Thomsen          | Gesandter | 25. Mai 1942                          | |
| Max Timm              | Hauptabteilungsleiter GBA | 12. Aug. 1944                         | |
| Wilhelm Werner        | SS-Brigadeführer, Mitglied des Reichstages | unbekannt                             | |
| William Werner        | Vorstand, Direktor und Betriebsführer der Auto-Union AG, Chemnitz | 5. Juni 1943                          | |
| Carl Wurster          | Verwaltungsratsmitglied der DEGESCH, Vorstandsmitglied der IG Farben | 10. Feb. 1944                         | |
| Kurt Zschirnt         | Reichshauptabteilungsleiter I im Reichsnährstand | 3. Okt. 1943 (zum Reichserntedanktag) | Zschirnt (Zweiter von links) bei der Auszeichnung                                                                                                  |
| ?, Thor               | Fischmeister | 10. Aug. 1944                         | |

## Für eine Verleihung vorgeschlagen
| Vorname, Name | Dienstgrad/Amtsbezeichnung                                           | Verleihungsdatum | Anmerkungen                                              |
| ------------- | -------------------------------------------------------------------- | ---------------- | -------------------------------------------------------- |
| Erich Koch    | Gauleiter der NSDAP in Ostpreußen                                    | nicht verliehen  | Verleihung von Hitler aus persönlichen Gründen abgelehnt |
| Herbert Backe | Staatssekretär im Reichsministerium für Ernährung und Landwirtschaft | nicht verliehen  | Verleihung von Hitler aus persönlichen Gründen abgelehnt |